# Lista över fornlämningar i Borgholms kommun (Räpplinge)
Lista över fornlämningar i Borgholms kommun (Räpplinge) är en förteckning av ett urval av de fornlämningar som finns i Räpplinge i Borgholms kommun.
| Namn                                   | Lämningstyp                      | Tillkomsttid | Historisk indelning | Plats | Läge                 | ID-nr          | Bild                                      |
| -------------------------------------- | -------------------------------- | ------------ | ------------------- | ----- | -------------------- | -------------- | ----------------------------------------- |
| Räpplinge 1:1                          | Husgrund, förhistorisk/medeltida |              | Räpplinge, Öland    |       | 56.799171, 16.646497 | 10086200010001 | Ladda upp en bild av detta fornminne      |
| Räpplinge 4:1                          | Röse                             |              | Räpplinge, Öland    |       | 56.800916, 16.645968 | 10086200040001 | Ladda upp en bild av detta fornminne      |
| Räpplinge 4:2                          | Röse                             |              | Räpplinge, Öland    |       | 56.801120, 16.646395 | 10086200040002 | Ladda upp en bild av detta fornminne      |
| Räpplinge 7:1                          | Stensättning                     |              | Räpplinge, Öland    |       | 56.807605, 16.664056 | 10086200070001 | Ladda upp en bild av detta fornminne      |
| Räpplinge 8:1                          | Stensättning                     |              | Räpplinge, Öland    |       | 56.808901, 16.659115 | 10086200080001 | Ladda upp en bild av detta fornminne      |
| Räpplinge 9:1                          | Stensättning                     |              | Räpplinge, Öland    |       | 56.808623, 16.655745 | 10086200090001 | Ladda upp en bild av detta fornminne      |
| Räpplinge 9:2                          | Stensättning                     |              | Räpplinge, Öland    |       | 56.808675, 16.655331 | 10086200090002 | Ladda upp en bild av detta fornminne      |
| Räpplinge 10:1                         | Röse                             |              | Räpplinge, Öland    |       | 56.807620, 16.653743 | 10086200100001 | Ladda upp en bild av detta fornminne      |
| Räpplinge 11:1                         | Röse                             |              | Räpplinge, Öland    |       | 56.804300, 16.624692 | 10086200110001 | Ladda upp en bild av detta fornminne      |
| Räpplinge 12:1                         | Röse                             |              | Räpplinge, Öland    |       | 56.804942, 16.625818 | 10086200120001 | Ladda upp en bild av detta fornminne      |
| Räpplinge 16:1                         | Stensättning                     |              | Räpplinge, Öland    |       | 56.813205, 16.650843 | 10086200160001 | Ladda upp en bild av detta fornminne      |
| Räpplinge 17:1                         | Gravfält                         |              | Räpplinge, Öland    |       | 56.813847, 16.646732 | 10086200170001 | Ladda upp en bild av detta fornminne      |
| Räpplinge 18:1                         | Stensättning                     |              | Räpplinge, Öland    |       | 56.813548, 16.644371 | 10086200180001 | Ladda upp en bild av detta fornminne      |
| Räpplinge 19:1                         | Stensättning                     |              | Räpplinge, Öland    |       | 56.810281, 16.646929 | 10086200190001 | Ladda upp en bild av detta fornminne      |
| Stora rör (röset) (Räpplinge 21:1)     | Gravfält                         |              | Räpplinge, Öland    |       | 56.818177, 16.642138 | 10086200210001 | Ladda upp en bild av detta fornminne      |
| Räpplinge 22:1                         | Röse                             |              | Räpplinge, Öland    |       | 56.821439, 16.640206 | 10086200220001 | Ladda upp en bild av detta fornminne      |
| Räpplinge 23:1                         | Stensättning                     |              | Räpplinge, Öland    |       | 56.817986, 16.630866 | 10086200230001 | Ladda upp en bild av detta fornminne      |
| Räpplinge 23:2                         | Stensättning                     |              | Räpplinge, Öland    |       | 56.817853, 16.630627 | 10086200230002 | Ladda upp en bild av detta fornminne      |
| Räpplinge 24:1                         | Gravfält                         |              | Räpplinge, Öland    |       | 56.818906, 16.658396 | 10086200240001 | Ladda upp en bild av detta fornminne      |
| Räpplinge 25:1                         | Stensättning                     |              | Räpplinge, Öland    |       | 56.817868, 16.656890 | 10086200250001 | Ladda upp en bild av detta fornminne      |
| Räpplinge 26:1                         | Stensättning                     |              | Räpplinge, Öland    |       | 56.817252, 16.654779 | 10086200260001 | Ladda upp en bild av detta fornminne      |
| Räpplinge 27:1                         | Gravfält                         |              | Räpplinge, Öland    |       | 56.815699, 16.651155 | 10086200270001 | Ladda upp en bild av detta fornminne      |
| Räpplinge 28:1                         | Gravfält                         |              | Räpplinge, Öland    |       | 56.813709, 16.651163 | 10086200280001 | Ladda upp en bild av detta fornminne      |
| Räpplinge 29:1                         | Stensättning                     |              | Räpplinge, Öland    |       | 56.813873, 16.652441 | 10086200290001 | Ladda upp en bild av detta fornminne      |
| Räpplinge 30:1                         | Stensättning                     |              | Räpplinge, Öland    |       | 56.819876, 16.660750 | 10086200300001 | Ladda upp en bild av detta fornminne      |
| Räpplinge 32:1                         | Husgrund, förhistorisk/medeltida |              | Räpplinge, Öland    |       | 56.808577, 16.673144 | 10086200320001 | Ladda upp en bild av detta fornminne      |
| Räpplinge 33:1                         | Husgrund, förhistorisk/medeltida |              | Räpplinge, Öland    |       | 56.820258, 16.684709 | 10086200330001 | Ladda upp en bild av detta fornminne      |
| Räpplinge 35:1                         | Stensättning                     |              | Räpplinge, Öland    |       | 56.805392, 16.607003 | 10086200350001 | Ladda upp en bild av detta fornminne      |
| Räpplinge 36:1                         | Stensättning                     |              | Räpplinge, Öland    |       | 56.805250, 16.605352 | 10086200360001 | Ladda upp en bild av detta fornminne      |
| Räpplinge 38:1                         | Stensättning                     |              | Räpplinge, Öland    |       | 56.812256, 16.618996 | 10086200380001 | Ladda upp en bild av detta fornminne      |
| Räpplinge 39:1                         | Stensättning                     |              | Räpplinge, Öland    |       | 56.811887, 16.619022 | 10086200390001 | Ladda upp en bild av detta fornminne      |
| Räpplinge 39:2                         | Grav markerad av sten/block      |              | Räpplinge, Öland    |       | 56.812074, 16.618917 | 10086200390002 | Ladda upp en bild av detta fornminne      |
| Räpplinge 40:1                         | Stensättning                     |              | Räpplinge, Öland    |       | 56.818509, 16.618705 | 10086200400001 | Ladda upp en bild av detta fornminne      |
| Räpplinge 41:1                         | Hällristning                     |              | Räpplinge, Öland    |       | 56.817902, 16.620153 | 10086200410001 | Ladda upp en bild av detta fornminne      |
| Räpplinge 42:1                         | Gravfält                         |              | Räpplinge, Öland    |       | 56.807599, 16.593712 | 10086200420001 | Ladda upp en bild av detta fornminne      |
| Räpplinge 43:1                         | Stenkrets                        |              | Räpplinge, Öland    |       | 56.809790, 16.595936 | 10086200430001 | Ladda upp en bild av detta fornminne      |
| Räpplinge 44:1                         | Grav markerad av sten/block      |              | Räpplinge, Öland    |       | 56.810017, 16.596028 | 10086200440001 | Ladda upp en bild av detta fornminne      |
| Räpplinge 45:1                         | Gravfält                         |              | Räpplinge, Öland    |       | 56.810477, 16.596687 | 10086200450001 | Ladda upp en bild av detta fornminne      |
| Räpplinge 46:1                         | Stensättning                     |              | Räpplinge, Öland    |       | 56.812199, 16.598161 | 10086200460001 | Ladda upp en bild av detta fornminne      |
| Räpplinge 47:1                         | Stensättning                     |              | Räpplinge, Öland    |       | 56.819357, 16.604041 | 10086200470001 | Ladda upp en bild av detta fornminne      |
| Räpplinge 48:1                         | Gravfält                         |              | Räpplinge, Öland    |       | 56.821586, 16.605675 | 10086200480001 | Ladda upp en bild av detta fornminne      |
| Räpplinge 49:1                         | Gravfält                         |              | Räpplinge, Öland    |       | 56.824165, 16.607863 | 10086200490001 | Ladda upp en bild av detta fornminne      |
| Räpplinge 50:2                         | Stensättning                     |              | Räpplinge, Öland    |       | 56.828049, 16.662007 | 10086200500002 | Ladda upp en bild av detta fornminne      |
| Räpplinge 50:3                         | Stensättning                     |              | Räpplinge, Öland    |       | 56.827926, 16.661686 | 10086200500003 | Ladda upp en bild av detta fornminne      |
| Räpplinge 51:1                         | Stensättning                     |              | Räpplinge, Öland    |       | 56.829418, 16.629953 | 10086200510001 | Ladda upp en bild av detta fornminne      |
| Räpplinge 52:1                         | Stensättning                     |              | Räpplinge, Öland    |       | 56.826451, 16.629777 | 10086200520001 | Ladda upp en bild av detta fornminne      |
| Räpplinge 53:1                         | Hällristning                     |              | Räpplinge, Öland    |       | 56.827709, 16.612341 | 10086200530001 | Ladda upp en bild av detta fornminne      |
| Räpplinge 54:1                         | Stensättning                     |              | Räpplinge, Öland    |       | 56.825575, 16.642345 | 10086200540001 | Ladda upp en bild av detta fornminne      |
| Räpplinge 54:2                         | Stensättning                     |              | Räpplinge, Öland    |       | 56.825575, 16.642435 | 10086200540002 | Ladda upp en bild av detta fornminne      |
| Räpplinge 55:1                         | Stensättning                     |              | Räpplinge, Öland    |       | 56.825999, 16.640625 | 10086200550001 | Ladda upp en bild av detta fornminne      |
| Räpplinge 56:1                         | Stensättning                     |              | Räpplinge, Öland    |       | 56.824698, 16.640997 | 10086200560001 | Ladda upp en bild av detta fornminne      |
| Räpplinge 57:1                         | Stensättning                     |              | Räpplinge, Öland    |       | 56.830080, 16.654277 | 10086200570001 | Ladda upp en bild av detta fornminne      |
| Räpplinge 58:1                         | Stensättning                     |              | Räpplinge, Öland    |       | 56.830430, 16.650048 | 10086200580001 | Ladda upp en bild av detta fornminne      |
| Räpplinge 59:1                         | Stensättning                     |              | Räpplinge, Öland    |       | 56.832039, 16.648431 | 10086200590001 | Ladda upp en bild av detta fornminne      |
| Räpplinge 61:1                         | Stensättning                     |              | Räpplinge, Öland    |       | 56.833526, 16.636522 | 10086200610001 | Ladda upp en bild av detta fornminne      |
| Räpplinge 64:1                         | Stensättning                     |              | Räpplinge, Öland    |       | 56.832242, 16.659198 | 10086200640001 | Ladda upp en bild av detta fornminne      |
| Räpplinge 65:1                         | Stensättning                     |              | Räpplinge, Öland    |       | 56.833805, 16.656943 | 10086200650001 | Ladda upp en bild av detta fornminne      |
| Räpplinge 65:2                         | Stensättning                     |              | Räpplinge, Öland    |       | 56.833914, 16.657136 | 10086200650002 | Ladda upp en bild av detta fornminne      |
| Räpplinge 66:1                         | Stensättning                     |              | Räpplinge, Öland    |       | 56.836269, 16.637004 | 10086200660001 | Ladda upp en bild av detta fornminne      |
| Räpplinge 66:2                         | Stensättning                     |              | Räpplinge, Öland    |       | 56.836283, 16.636657 | 10086200660002 | Ladda upp en bild av detta fornminne      |
| Räpplinge 66:3                         | Stensättning                     |              | Räpplinge, Öland    |       | 56.836251, 16.636424 | 10086200660003 | Ladda upp en bild av detta fornminne      |
| Räpplinge 67:1                         | Stensättning                     |              | Räpplinge, Öland    |       | 56.836406, 16.637917 | 10086200670001 | Ladda upp en bild av detta fornminne      |
| Räpplinge 68:1                         | Stensättning                     |              | Räpplinge, Öland    |       | 56.836194, 16.632626 | 10086200680001 | Ladda upp en bild av detta fornminne      |
| Räpplinge 68:2                         | Stensättning                     |              | Räpplinge, Öland    |       | 56.836177, 16.632838 | 10086200680002 | Ladda upp en bild av detta fornminne      |
| Räpplinge 70:1                         | Stensättning                     |              | Räpplinge, Öland    |       | 56.838001, 16.650003 | 10086200700001 | Ladda upp en bild av detta fornminne      |
| Räpplinge 71:1                         | Stensättning                     |              | Räpplinge, Öland    |       | 56.839162, 16.654978 | 10086200710001 | Ladda upp en bild av detta fornminne      |
| Räpplinge 72:1                         | Stensättning                     |              | Räpplinge, Öland    |       | 56.839295, 16.651809 | 10086200720001 | Ladda upp en bild av detta fornminne      |
| Räpplinge 73:1                         | Hällristning                     |              | Räpplinge, Öland    |       | 56.839286, 16.657432 | 10086200730001 | Ladda upp en bild av detta fornminne      |
| Räpplinge 74:2                         | Stensättning                     |              | Räpplinge, Öland    |       | 56.842606, 16.638387 | 10086200740002 | Ladda upp en bild av detta fornminne      |
| Räpplinge 75:1                         | Stensättning                     |              | Räpplinge, Öland    |       | 56.840523, 16.657259 | 10086200750001 | Ladda upp en bild av detta fornminne      |
| Räpplinge 76:1                         | Stensättning                     |              | Räpplinge, Öland    |       | 56.841273, 16.652387 | 10086200760001 | Ladda upp en bild av detta fornminne      |
| Räpplinge 76:2                         | Stensättning                     |              | Räpplinge, Öland    |       | 56.841585, 16.651697 | 10086200760002 | Ladda upp en bild av detta fornminne      |
| Räpplinge 76:3                         | Stensättning                     |              | Räpplinge, Öland    |       | 56.841397, 16.651347 | 10086200760003 | Ladda upp en bild av detta fornminne      |
| Räpplinge 76:4                         | Grav markerad av sten/block      |              | Räpplinge, Öland    |       | 56.841546, 16.651537 | 10086200760004 | Ladda upp en bild av detta fornminne      |
| Räpplinge 78:1                         | Stensättning                     |              | Räpplinge, Öland    |       | 56.843180, 16.642727 | 10086200780001 | Ladda upp en bild av detta fornminne      |
| Räpplinge 79:1                         | Grav markerad av sten/block      |              | Räpplinge, Öland    |       | 56.843670, 16.640694 | 10086200790001 | Ladda upp en bild av detta fornminne      |
| Räpplinge 79:2                         | Grav markerad av sten/block      |              | Räpplinge, Öland    |       | 56.843705, 16.640692 | 10086200790002 | Ladda upp en bild av detta fornminne      |
| Räpplinge 79:3                         | Grav markerad av sten/block      |              | Räpplinge, Öland    |       | 56.843674, 16.640723 | 10086200790003 | Ladda upp en bild av detta fornminne      |
| Räpplinge 79:4                         | Grav markerad av sten/block      |              | Räpplinge, Öland    |       | 56.843639, 16.640761 | 10086200790004 | Ladda upp en bild av detta fornminne      |
| Räpplinge 80:1                         | Stensättning                     |              | Räpplinge, Öland    |       | 56.844452, 16.646058 | 10086200800001 | Ladda upp en bild av detta fornminne      |
| Räpplinge 81:1                         | Gravfält                         |              | Räpplinge, Öland    |       | 56.840874, 16.630969 | 10086200810001 | Ladda upp en bild av detta fornminne      |
| Räpplinge 82:1                         | Gravfält                         |              | Räpplinge, Öland    |       | 56.841221, 16.632791 | 10086200820001 | Ladda upp en bild av detta fornminne      |
| Räpplinge 83:1                         | Stensättning                     |              | Räpplinge, Öland    |       | 56.840699, 16.629033 | 10086200830001 | Ladda upp en bild av detta fornminne      |
| Räpplinge 83:2                         | Stensättning                     |              | Räpplinge, Öland    |       | 56.840597, 16.629279 | 10086200830002 | Ladda upp en bild av detta fornminne      |
| Räpplinge 83:3                         | Stensättning                     |              | Räpplinge, Öland    |       | 56.840598, 16.629324 | 10086200830003 | Ladda upp en bild av detta fornminne      |
| Räpplinge 84:1                         | Stensättning                     |              | Räpplinge, Öland    |       | 56.844189, 16.626907 | 10086200840001 | Ladda upp en bild av detta fornminne      |
| Räpplinge 84:2                         | Stensättning                     |              | Räpplinge, Öland    |       | 56.844418, 16.626567 | 10086200840002 | Ladda upp en bild av detta fornminne      |
| Räpplinge 85:1                         | Stensättning                     |              | Räpplinge, Öland    |       | 56.843605, 16.626585 | 10086200850001 | Ladda upp en bild av detta fornminne      |
| Räpplinge 85:2                         | Stensättning                     |              | Räpplinge, Öland    |       | 56.843580, 16.626527 | 10086200850002 | Ladda upp en bild av detta fornminne      |
| Räpplinge 86:1                         | Stensättning                     |              | Räpplinge, Öland    |       | 56.843073, 16.626348 | 10086200860001 | Ladda upp en bild av detta fornminne      |
| Räpplinge 86:2                         | Stensättning                     |              | Räpplinge, Öland    |       | 56.843123, 16.626369 | 10086200860002 | Ladda upp en bild av detta fornminne      |
| Räpplinge 87:1                         | Stensättning                     |              | Räpplinge, Öland    |       | 56.842842, 16.626084 | 10086200870001 | Ladda upp en bild av detta fornminne      |
| Räpplinge 87:2                         | Stensättning                     |              | Räpplinge, Öland    |       | 56.842584, 16.626129 | 10086200870002 | Ladda upp en bild av detta fornminne      |
| Räpplinge 88:1                         | Gravfält                         |              | Räpplinge, Öland    |       | 56.841764, 16.625457 | 10086200880001 | Ladda upp en bild av detta fornminne      |
| Räpplinge 89:1                         | Grav markerad av sten/block      |              | Räpplinge, Öland    |       | 56.841299, 16.625601 | 10086200890001 | Ladda upp en bild av detta fornminne      |
| Räpplinge 89:2                         | Grav markerad av sten/block      |              | Räpplinge, Öland    |       | 56.841268, 16.625843 | 10086200890002 | Ladda upp en bild av detta fornminne      |
| Räpplinge 89:3                         | Grav markerad av sten/block      |              | Räpplinge, Öland    |       | 56.841228, 16.625990 | 10086200890003 | Ladda upp en bild av detta fornminne      |
| Räpplinge 89:4                         | Grav markerad av sten/block      |              | Räpplinge, Öland    |       | 56.841311, 16.626138 | 10086200890004 | Ladda upp en bild av detta fornminne      |
| Räpplinge 89:5                         | Stensättning                     |              | Räpplinge, Öland    |       | 56.841404, 16.626622 | 10086200890005 | Ladda upp en bild av detta fornminne      |
| Räpplinge 89:6                         | Stensättning                     |              | Räpplinge, Öland    |       | 56.841258, 16.626756 | 10086200890006 | Ladda upp en bild av detta fornminne      |
| Räpplinge 89:7                         | Grav markerad av sten/block      |              | Räpplinge, Öland    |       | 56.841286, 16.625619 | 10086200890007 | Ladda upp en bild av detta fornminne      |
| Räpplinge 89:8                         | Grav markerad av sten/block      |              | Räpplinge, Öland    |       | 56.841258, 16.625644 | 10086200890008 | Ladda upp en bild av detta fornminne      |
| Räpplinge 89:9                         | Grav markerad av sten/block      |              | Räpplinge, Öland    |       | 56.841178, 16.625904 | 10086200890009 | Ladda upp en bild av detta fornminne      |
| Räpplinge 90:1                         | Stensättning                     |              | Räpplinge, Öland    |       | 56.840889, 16.625345 | 10086200900001 | Ladda upp en bild av detta fornminne      |
| Räpplinge 90:2                         | Stensättning                     |              | Räpplinge, Öland    |       | 56.840697, 16.625150 | 10086200900002 | Ladda upp en bild av detta fornminne      |
| Räpplinge 91:1                         | Stensättning                     |              | Räpplinge, Öland    |       | 56.840797, 16.624372 | 10086200910001 | Ladda upp en bild av detta fornminne      |
| Räpplinge 92:1                         | Gravfält                         |              | Räpplinge, Öland    |       | 56.840136, 16.624488 | 10086200920001 | Ladda upp en bild av detta fornminne      |
| Räpplinge 93:1                         | Gravfält                         |              | Räpplinge, Öland    |       | 56.839385, 16.622806 | 10086200930001 | Ladda upp en bild av detta fornminne      |
| Räpplinge 94:1                         | Gravfält                         |              | Räpplinge, Öland    |       | 56.836793, 16.618719 | 10086200940001 | Ladda upp en bild av detta fornminne      |
| Räpplinge 95:1                         | Stensättning                     |              | Räpplinge, Öland    |       | 56.835492, 16.617628 | 10086200950001 | Ladda upp en bild av detta fornminne      |
| Räpplinge 95:2                         | Stensättning                     |              | Räpplinge, Öland    |       | 56.835300, 16.617690 | 10086200950002 | Ladda upp en bild av detta fornminne      |
| Räpplinge 95:3                         | Stensättning                     |              | Räpplinge, Öland    |       | 56.835144, 16.617560 | 10086200950003 | Ladda upp en bild av detta fornminne      |
| Räpplinge 95:4                         | Stensättning                     |              | Räpplinge, Öland    |       | 56.835048, 16.617508 | 10086200950004 | Ladda upp en bild av detta fornminne      |
| Räpplinge 96:1                         | Gravfält                         |              | Räpplinge, Öland    |       | 56.833840, 16.616372 | 10086200960001 | Ladda upp en bild av detta fornminne      |
| Räpplinge 97:1                         | Stenkrets                        |              | Räpplinge, Öland    |       | 56.832874, 16.615207 | 10086200970001 | Ladda upp en bild av detta fornminne      |
| Räpplinge 98:1                         | Gravfält                         |              | Räpplinge, Öland    |       | 56.831965, 16.614618 | 10086200980001 | Ladda upp en bild av detta fornminne      |
| Räpplinge 99:1                         | Gravfält                         |              | Räpplinge, Öland    |       | 56.830184, 16.613277 | 10086200990001 | Ladda upp en bild av detta fornminne      |
| Räpplinge 102:1                        | Stenkrets                        |              | Räpplinge, Öland    |       | 56.829139, 16.612347 | 10086201020001 | Ladda upp en bild av detta fornminne      |
| Räpplinge 102:2                        | Grav markerad av sten/block      |              | Räpplinge, Öland    |       | 56.829087, 16.612496 | 10086201020002 | Ladda upp en bild av detta fornminne      |
| Räpplinge 103:1                        | Stensättning                     |              | Räpplinge, Öland    |       | 56.828135, 16.612260 | 10086201030001 | Ladda upp en bild av detta fornminne      |
| Räpplinge 104:1                        | Stenkistgrav                     |              | Räpplinge, Öland    |       | 56.827445, 16.611627 | 10086201040001 | Ladda upp en bild av detta fornminne      |
| Räpplinge 104:2                        | Stensättning                     |              | Räpplinge, Öland    |       | 56.827593, 16.611693 | 10086201040002 | Ladda upp en bild av detta fornminne      |
| Räpplinge 104:3                        | Stensättning                     |              | Räpplinge, Öland    |       | 56.827697, 16.611703 | 10086201040003 | Ladda upp en bild av detta fornminne      |
| Räpplinge 105:1                        | Gravfält                         |              | Räpplinge, Öland    |       | 56.827193, 16.610609 | 10086201050001 | Ladda upp en bild av detta fornminne      |
| Räpplinge 106:1                        | Stenkrets                        |              | Räpplinge, Öland    |       | 56.826575, 16.610015 | 10086201060001 | Ladda upp en bild av detta fornminne      |
| Räpplinge 106:2                        | Stenkrets                        |              | Räpplinge, Öland    |       | 56.826290, 16.609804 | 10086201060002 | Ladda upp en bild av detta fornminne      |
| Räpplinge 106:3                        | Stensättning                     |              | Räpplinge, Öland    |       | 56.826435, 16.610487 | 10086201060003 | Ladda upp en bild av detta fornminne      |
| Räpplinge 106:4                        | Stenkrets                        |              | Räpplinge, Öland    |       | 56.826062, 16.609986 | 10086201060004 | Ladda upp en bild av detta fornminne      |
| Räpplinge 106:5                        | Stensättning                     |              | Räpplinge, Öland    |       | 56.825983, 16.609813 | 10086201060005 | Ladda upp en bild av detta fornminne      |
| Räpplinge 106:6                        | Grav markerad av sten/block      |              | Räpplinge, Öland    |       | 56.825924, 16.609936 | 10086201060006 | Ladda upp en bild av detta fornminne      |
| Räpplinge 107:1                        | Stenkrets                        |              | Räpplinge, Öland    |       | 56.825288, 16.609384 | 10086201070001 | Ladda upp en bild av detta fornminne      |
| Räpplinge 107:2                        | Stenkrets                        |              | Räpplinge, Öland    |       | 56.824902, 16.609065 | 10086201070002 | Ladda upp en bild av detta fornminne      |
| Räpplinge 109:1                        | Stensättning                     |              | Räpplinge, Öland    |       | 56.843750, 16.668068 | 10086201090001 | Ladda upp en bild av detta fornminne      |
| Räpplinge 109:2                        | Stensättning                     |              | Räpplinge, Öland    |       | 56.843707, 16.667685 | 10086201090002 | Ladda upp en bild av detta fornminne      |
| Räpplinge 110:1                        | Stensättning                     |              | Räpplinge, Öland    |       | 56.841064, 16.673980 | 10086201100001 | Ladda upp en bild av detta fornminne      |
| Svarteberga borg (Räpplinge 111:1)     | Fornborg                         |              | Räpplinge, Öland    |       | 56.841960, 16.685233 | 10086201110001 | Ladda upp en bild av detta fornminne      |
| Räpplinge 112:1                        | Stensättning                     |              | Räpplinge, Öland    |       | 56.838151, 16.667714 | 10086201120001 | Ladda upp en bild av detta fornminne      |
| Räpplinge 114:1                        | Stensättning                     |              | Räpplinge, Öland    |       | 56.837204, 16.677150 | 10086201140001 | Ladda upp en bild av detta fornminne      |
| Räpplinge 114:2                        | Stensättning                     |              | Räpplinge, Öland    |       | 56.837229, 16.677334 | 10086201140002 | Ladda upp en bild av detta fornminne      |
| Räpplinge 115:1                        | Stensättning                     |              | Räpplinge, Öland    |       | 56.824660, 16.665072 | 10086201150001 | Ladda upp en bild av detta fornminne      |
| Räpplinge 115:2                        | Stensättning                     |              | Räpplinge, Öland    |       | 56.824604, 16.665843 | 10086201150002 | Ladda upp en bild av detta fornminne      |
| Räpplinge 116:1                        | Stensättning                     |              | Räpplinge, Öland    |       | 56.825424, 16.668849 | 10086201160001 | Ladda upp en bild av detta fornminne      |
| Räpplinge 117:1                        | Gravfält                         |              | Räpplinge, Öland    |       | 56.847542, 16.627157 | 10086201170001 | Ladda upp en bild av detta fornminne      |
| Räpplinge 118:1                        | Stensättning                     |              | Räpplinge, Öland    |       | 56.849304, 16.627809 | 10086201180001 | Ladda upp en bild av detta fornminne      |
| Räpplinge 118:2                        | Stenkrets                        |              | Räpplinge, Öland    |       | 56.849164, 16.627805 | 10086201180002 | Ladda upp en bild av detta fornminne      |
| Räpplinge 120:1                        | Stensättning                     |              | Räpplinge, Öland    |       | 56.851950, 16.628822 | 10086201200001 | Ladda upp en bild av detta fornminne      |
| Räpplinge 120:2                        | Stensättning                     |              | Räpplinge, Öland    |       | 56.851836, 16.628795 | 10086201200002 | Ladda upp en bild av detta fornminne      |
| Räpplinge 121:1                        | Stensättning                     |              | Räpplinge, Öland    |       | 56.856657, 16.631474 | 10086201210001 | Ladda upp en bild av detta fornminne      |
| Räpplinge 122:1                        | Stensättning                     |              | Räpplinge, Öland    |       | 56.857502, 16.631755 | 10086201220001 | Ladda upp en bild av detta fornminne      |
| Räpplinge 122:2                        | Stensättning                     |              | Räpplinge, Öland    |       | 56.857572, 16.631770 | 10086201220002 | Ladda upp en bild av detta fornminne      |
| Räpplinge 123:1                        | Stensättning                     |              | Räpplinge, Öland    |       | 56.858619, 16.632449 | 10086201230001 | Ladda upp en bild av detta fornminne      |
| Räpplinge 124:1                        | Stensättning                     |              | Räpplinge, Öland    |       | 56.848658, 16.622294 | 10086201240001 | Ladda upp en bild av detta fornminne      |
| Räpplinge 125:1                        | Stensättning                     |              | Räpplinge, Öland    |       | 56.864278, 16.650326 | 10086201250001 | Ladda upp en bild av detta fornminne      |
| Räpplinge 125:2                        | Stensättning                     |              | Räpplinge, Öland    |       | 56.864247, 16.650872 | 10086201250002 | Ladda upp en bild av detta fornminne      |
| Räpplinge 125:3                        | Stensättning                     |              | Räpplinge, Öland    |       | 56.864243, 16.650685 | 10086201250003 | Ladda upp en bild av detta fornminne      |
| Räpplinge 126:1                        | Stensättning                     |              | Räpplinge, Öland    |       | 56.865273, 16.651219 | 10086201260001 | Ladda upp en bild av detta fornminne      |
| Räpplinge 128:1                        | Stensättning                     |              | Räpplinge, Öland    |       | 56.860684, 16.646750 | 10086201280001 | Ladda upp en bild av detta fornminne      |
| Räpplinge 129:1                        | Gravfält                         |              | Räpplinge, Öland    |       | 56.861451, 16.646730 | 10086201290001 | Ladda upp en bild av detta fornminne      |
| Räpplinge 130:1                        | Stensättning                     |              | Räpplinge, Öland    |       | 56.852831, 16.639787 | 10086201300001 | Ladda upp en bild av detta fornminne      |
| Räpplinge 131:1                        | Stensättning                     |              | Räpplinge, Öland    |       | 56.858084, 16.642572 | 10086201310001 | Ladda upp en bild av detta fornminne      |
| Räpplinge 132:1                        | Röse                             |              | Räpplinge, Öland    |       | 56.856673, 16.638080 | 10086201320001 | Ladda upp en bild av detta fornminne      |
| Räpplinge 132:2                        | Stensättning                     |              | Räpplinge, Öland    |       | 56.856646, 16.638361 | 10086201320002 | Ladda upp en bild av detta fornminne      |
| Räpplinge 132:3                        | Stensättning                     |              | Räpplinge, Öland    |       | 56.856712, 16.638556 | 10086201320003 | Ladda upp en bild av detta fornminne      |
| Räpplinge 133:1                        | Stensättning                     |              | Räpplinge, Öland    |       | 56.855121, 16.647484 | 10086201330001 | Ladda upp en bild av detta fornminne      |
| Räpplinge 133:2                        | Stensättning                     |              | Räpplinge, Öland    |       | 56.854823, 16.647295 | 10086201330002 | Ladda upp en bild av detta fornminne      |
| Räpplinge 134:1                        | Stensättning                     |              | Räpplinge, Öland    |       | 56.852868, 16.644782 | 10086201340001 | Ladda upp en bild av detta fornminne      |
| Räpplinge 135:1                        | Stensättning                     |              | Räpplinge, Öland    |       | 56.860459, 16.633447 | 10086201350001 | Ladda upp en bild av detta fornminne      |
| Räpplinge 135:2                        | Stensättning                     |              | Räpplinge, Öland    |       | 56.860472, 16.633932 | 10086201350002 | Ladda upp en bild av detta fornminne      |
| Räpplinge 136:1                        | Stensättning                     |              | Räpplinge, Öland    |       | 56.861194, 16.634160 | 10086201360001 | Ladda upp en bild av detta fornminne      |
| Räpplinge 138:1                        | Husgrund, förhistorisk/medeltida |              | Räpplinge, Öland    |       | 56.868638, 16.639903 | 10086201380001 | Ladda upp en bild av detta fornminne      |
| Jaktstenen ? (Räpplinge 140:1)         | Minnesmärke                      |              | Räpplinge, Öland    |       | 56.870775, 16.648845 | 10086201400001 | Ladda upp en till bild av detta fornminne |
| Räpplinge 142:1                        | Hög                              |              | Räpplinge, Öland    |       | 56.847834, 16.678578 | 10086201420001 | Ladda upp en bild av detta fornminne      |
| Räpplinge 143:1                        | Husgrund, förhistorisk/medeltida |              | Räpplinge, Öland    |       | 56.855492, 16.691225 | 10086201430001 | Ladda upp en bild av detta fornminne      |
| Räpplinge 144:1                        | Husgrund, förhistorisk/medeltida |              | Räpplinge, Öland    |       | 56.853365, 16.677611 | 10086201440001 | Ladda upp en bild av detta fornminne      |
| Räpplinge 144:2                        | Husgrund, förhistorisk/medeltida |              | Räpplinge, Öland    |       | 56.853347, 16.677984 | 10086201440002 | Ladda upp en bild av detta fornminne      |
| Räpplinge 145:1                        | Röse                             |              | Räpplinge, Öland    |       | 56.851595, 16.672700 | 10086201450001 | Ladda upp en bild av detta fornminne      |
| Räpplinge 145:2                        | Husgrund, förhistorisk/medeltida |              | Räpplinge, Öland    |       | 56.851487, 16.671136 | 10086201450002 | Ladda upp en bild av detta fornminne      |
| Räpplinge 146:1                        | Husgrund, förhistorisk/medeltida |              | Räpplinge, Öland    |       | 56.855878, 16.673054 | 10086201460001 | Ladda upp en bild av detta fornminne      |
| Räpplinge 146:2                        | Husgrund, förhistorisk/medeltida |              | Räpplinge, Öland    |       | 56.855726, 16.673494 | 10086201460002 | Ladda upp en bild av detta fornminne      |
| Räpplinge 147:1                        | Husgrund, förhistorisk/medeltida |              | Räpplinge, Öland    |       | 56.856370, 16.670709 | 10086201470001 | Ladda upp en bild av detta fornminne      |
| Räpplinge 147:2                        | Husgrund, förhistorisk/medeltida |              | Räpplinge, Öland    |       | 56.855981, 16.670735 | 10086201470002 | Ladda upp en bild av detta fornminne      |
| Räpplinge 148:1                        | Husgrund, förhistorisk/medeltida |              | Räpplinge, Öland    |       | 56.853122, 16.666826 | 10086201480001 | Ladda upp en bild av detta fornminne      |
| Räpplinge 148:2                        | Husgrund, förhistorisk/medeltida |              | Räpplinge, Öland    |       | 56.853003, 16.666860 | 10086201480002 | Ladda upp en bild av detta fornminne      |
| Räpplinge 149:1                        | Husgrund, förhistorisk/medeltida |              | Räpplinge, Öland    |       | 56.857705, 16.672896 | 10086201490001 | Ladda upp en bild av detta fornminne      |
| Räpplinge 149:2                        | Husgrund, förhistorisk/medeltida |              | Räpplinge, Öland    |       | 56.857665, 16.673150 | 10086201490002 | Ladda upp en bild av detta fornminne      |
| Räpplinge 149:3                        | Husgrund, förhistorisk/medeltida |              | Räpplinge, Öland    |       | 56.857660, 16.673362 | 10086201490003 | Ladda upp en bild av detta fornminne      |
| Räpplinge 149:4                        | Husgrund, förhistorisk/medeltida |              | Räpplinge, Öland    |       | 56.857546, 16.673352 | 10086201490004 | Ladda upp en bild av detta fornminne      |
| Räpplinge 150:1                        | Husgrund, förhistorisk/medeltida |              | Räpplinge, Öland    |       | 56.858549, 16.674676 | 10086201500001 | Ladda upp en bild av detta fornminne      |
| Räpplinge 150:2                        | Husgrund, förhistorisk/medeltida |              | Räpplinge, Öland    |       | 56.858243, 16.675877 | 10086201500002 | Ladda upp en bild av detta fornminne      |
| Räpplinge 152:1                        | Husgrund, förhistorisk/medeltida |              | Räpplinge, Öland    |       | 56.861535, 16.678632 | 10086201520001 | Ladda upp en bild av detta fornminne      |
| Pukes sten (Räpplinge 154:1)           | Grav markerad av sten/block      |              | Räpplinge, Öland    |       | 56.858981, 16.673547 | 10086201540001 | Ladda upp en bild av detta fornminne      |
| Räpplinge 155:1                        | Gravfält                         |              | Räpplinge, Öland    |       | 56.857570, 16.669243 | 10086201550001 | Ladda upp en bild av detta fornminne      |
| Räpplinge 156:1                        | Grav markerad av sten/block      |              | Räpplinge, Öland    |       | 56.855594, 16.665889 | 10086201560001 | Ladda upp en bild av detta fornminne      |
| Räpplinge 159:1                        | Husgrund, förhistorisk/medeltida |              | Räpplinge, Öland    |       | 56.858145, 16.667447 | 10086201590001 | Ladda upp en bild av detta fornminne      |
| Räpplinge 160:1                        | Husgrund, förhistorisk/medeltida |              | Räpplinge, Öland    |       | 56.858774, 16.666954 | 10086201600001 | Ladda upp en bild av detta fornminne      |
| Räpplinge 160:2                        | Husgrund, förhistorisk/medeltida |              | Räpplinge, Öland    |       | 56.858739, 16.666688 | 10086201600002 | Ladda upp en bild av detta fornminne      |
| Räpplinge 160:3                        | Husgrund, förhistorisk/medeltida |              | Räpplinge, Öland    |       | 56.858865, 16.666723 | 10086201600003 | Ladda upp en bild av detta fornminne      |
| Räpplinge 162:1                        | Stensättning                     |              | Räpplinge, Öland    |       | 56.853262, 16.661651 | 10086201620001 | Ladda upp en bild av detta fornminne      |
| Räpplinge 163:1                        | Gravfält                         |              | Räpplinge, Öland    |       | 56.851660, 16.659587 | 10086201630001 | Ladda upp en bild av detta fornminne      |
| Räpplinge 164:1                        | Husgrund, förhistorisk/medeltida |              | Räpplinge, Öland    |       | 56.853184, 16.665214 | 10086201640001 | Ladda upp en bild av detta fornminne      |
| Räpplinge 164:2                        | Husgrund, förhistorisk/medeltida |              | Räpplinge, Öland    |       | 56.853253, 16.665505 | 10086201640002 | Ladda upp en bild av detta fornminne      |
| Räpplinge 166:1                        | Husgrund, förhistorisk/medeltida |              | Räpplinge, Öland    |       | 56.859235, 16.663514 | 10086201660001 | Ladda upp en bild av detta fornminne      |
| Räpplinge 167:1                        | Husgrund, förhistorisk/medeltida |              | Räpplinge, Öland    |       | 56.857224, 16.656824 | 10086201670001 | Ladda upp en bild av detta fornminne      |
| Räpplinge 167:2                        | Husgrund, förhistorisk/medeltida |              | Räpplinge, Öland    |       | 56.857769, 16.657753 | 10086201670002 | Ladda upp en bild av detta fornminne      |
| Räpplinge 168:1                        | Husgrund, förhistorisk/medeltida |              | Räpplinge, Öland    |       | 56.854257, 16.658280 | 10086201680001 | Ladda upp en bild av detta fornminne      |
| Räpplinge 169:1                        | Stensättning                     |              | Räpplinge, Öland    |       | 56.862383, 16.656640 | 10086201690001 | Ladda upp en bild av detta fornminne      |
| Räpplinge 170:1                        | Stensättning                     |              | Räpplinge, Öland    |       | 56.859874, 16.657004 | 10086201700001 | Ladda upp en bild av detta fornminne      |
| Räpplinge 171:1                        | Stensättning                     |              | Räpplinge, Öland    |       | 56.858625, 16.654999 | 10086201710001 | Ladda upp en bild av detta fornminne      |
| Räpplinge 173:1                        | Stensättning                     |              | Räpplinge, Öland    |       | 56.862516, 16.659084 | 10086201730001 | Ladda upp en bild av detta fornminne      |
| Räpplinge 175:1                        | Stensättning                     |              | Räpplinge, Öland    |       | 56.865760, 16.658031 | 10086201750001 | Ladda upp en bild av detta fornminne      |
| Räpplinge 175:2                        | Stensättning                     |              | Räpplinge, Öland    |       | 56.865186, 16.658907 | 10086201750002 | Ladda upp en bild av detta fornminne      |
| Räpplinge 176:1                        | Gravfält                         |              | Räpplinge, Öland    |       | 56.865491, 16.661352 | 10086201760001 | Ladda upp en bild av detta fornminne      |
| Räpplinge 178:1                        | Gravfält                         |              | Räpplinge, Öland    |       | 56.850515, 16.656883 | 10086201780001 | Ladda upp en bild av detta fornminne      |
| Räpplinge 179:1                        | Stensättning                     |              | Räpplinge, Öland    |       | 56.847908, 16.652182 | 10086201790001 | Ladda upp en bild av detta fornminne      |
| Räpplinge 179:2                        | Stensättning                     |              | Räpplinge, Öland    |       | 56.847975, 16.652377 | 10086201790002 | Ladda upp en bild av detta fornminne      |
| Räpplinge 179:3                        | Stensättning                     |              | Räpplinge, Öland    |       | 56.848074, 16.652514 | 10086201790003 | Ladda upp en bild av detta fornminne      |
| Räpplinge 179:4                        | Stensättning                     |              | Räpplinge, Öland    |       | 56.847931, 16.652262 | 10086201790004 | Ladda upp en bild av detta fornminne      |
| Räpplinge 180:1                        | Stensättning                     |              | Räpplinge, Öland    |       | 56.845209, 16.647440 | 10086201800001 | Ladda upp en bild av detta fornminne      |
| Räpplinge 181:1                        | Stensättning                     |              | Räpplinge, Öland    |       | 56.845661, 16.648284 | 10086201810001 | Ladda upp en bild av detta fornminne      |
| Räpplinge 181:2                        | Stensättning                     |              | Räpplinge, Öland    |       | 56.845625, 16.647900 | 10086201810002 | Ladda upp en bild av detta fornminne      |
| Räpplinge 181:3                        | Stensättning                     |              | Räpplinge, Öland    |       | 56.845723, 16.648353 | 10086201810003 | Ladda upp en bild av detta fornminne      |
| Räpplinge 181:4                        | Stensättning                     |              | Räpplinge, Öland    |       | 56.845728, 16.648362 | 10086201810004 | Ladda upp en bild av detta fornminne      |
| Räpplinge 187:1                        | Hög                              |              | Räpplinge, Öland    |       | 56.863627, 16.655706 | 10086201870001 | Ladda upp en bild av detta fornminne      |
| Räpplinge 188:1                        | Hällristning                     |              | Räpplinge, Öland    |       | 56.834004, 16.634718 | 10086201880001 | Ladda upp en bild av detta fornminne      |
| Räpplinge 190:1                        | Gravfält                         |              | Räpplinge, Öland    |       | 56.828617, 16.650692 | 10086201900001 | Ladda upp en bild av detta fornminne      |
| Räpplinge 191:1                        | Hög                              |              | Räpplinge, Öland    |       | 56.830845, 16.647415 | 10086201910001 | Ladda upp en bild av detta fornminne      |
| Räpplinge 191:2                        | Hög                              |              | Räpplinge, Öland    |       | 56.830833, 16.647868 | 10086201910002 | Ladda upp en bild av detta fornminne      |
| Räpplinge 197:1                        | Kyrka/kapell                     |              | Räpplinge, Öland    |       | 56.870245, 16.647035 | 10086201970001 | Ladda upp en bild av detta fornminne      |
| Borgholms slottsruin (Räpplinge 199:1) | Slott/herresäte                  |              | Räpplinge, Öland    |       | 56.870671, 16.644412 | 10086201990001 | Ladda upp en till bild av detta fornminne |
| Räpplinge 298:1                        | Stensättning                     |              | Räpplinge, Öland    |       | 56.850525, 16.622502 | 10086202980001 | Ladda upp en bild av detta fornminne      |
| Räpplinge 302:1                        | Stensättning                     |              | Räpplinge, Öland    |       | 56.844835, 16.612634 | 10086203020001 | Ladda upp en bild av detta fornminne      |
| Räpplinge 302:2                        | Stensättning                     |              | Räpplinge, Öland    |       | 56.845121, 16.612745 | 10086203020002 | Ladda upp en bild av detta fornminne      |
| Räpplinge 314                          | Brunn/kallkälla                  |              | Räpplinge, Öland    |       | 56.866908, 16.659487 | 12000000112245 | Ladda upp en bild av detta fornminne      |
| Räpplinge 316                          | Kvarn                            |              | Räpplinge, Öland    |       | 56.867783, 16.659645 | 12000000112247 | Ladda upp en bild av detta fornminne      |
| Räpplinge 320                          | Stensättning                     |              | Räpplinge, Öland    |       | 56.864935, 16.661722 | 12000000112366 | Ladda upp en bild av detta fornminne      |